# Ramón María Termeyer
Ramón María de Termeyer (ur. 1740 w Kadyksie, zm. 1814? w Faenzy) – hiszpański jezuita, misjonarz i przyrodnik.
W 1764 został wysłany z misją w okolice La Plata, przebywał wśród tamtejszych Indian Mocoví do 1767 roku, kiedy to jezuici opuścili hiszpańskie kolonie w Ameryce. Osiadł wtedy w Mediolanie. W 1781 roku opisał właściwości elektryczne węgorzy elektrycznych („anguilla tremante”) i przeprowadził szereg doświadczeń mających na celu wyjaśnienie tychże. Prowadził też nadania nad pająkami, i podjął próby wytwarzania tkanin z pajęczych nici. Między 1810 a 1820 roku opublikował w Mediolanie broszurę na ten temat. Jedyny znany egzemplarz został podarowany przez autora baronowi de Walckenaer. W latach 60. XIX wieku zakupił ją Burt G. Wilder, który przetłumaczył pracę na język angielski.
Wśród opisanych przez Termeyera gatunków jest chrząszcz Lucanus minimus De Termeyer, 1784 (nomen dubium).

## Prace
- Esperienze e riflessioni sulla Torpedine. Raccolta Ferrarese di Opuscoli scientifici et letterati 8, ss. 23–70, 1781
- Opuscoli scientifici d’entomologia, di fisica e d’agricoltura. Milano: Stamperia del giornale italico di Carlo Dova, 1807
- Researches and Experiments Upon Silk from Spiders, and Upon Their Reproduction. Translated and Revised by B. G. Wilder. Proceedings of the Essex Institute 5, 1866